# Alfona Bruno
Alfona Bruno właśc. Helena Rita Antonina Bruno (ur. 10 kwietnia 1937 w Tarquinia; zm. 23 sierpnia 1994 w Mesynie) – włoska Służebnica Boża Kościoła katolickiego.

## Życiorys
Urodziła się jako piąte z siedmiorga dzieci Leonarda Bruna i Gerlandii Alaimo. Została ochrzczona 13 czerwca 1937 roku w kościele parafialnym św. Jana Chrzciciela i Antoniego. 
4 listopada 1956 roku wstąpiła do Zgromadzenia Sióstr Służebnic Wynagrodzicielek Najświętszego Serca Jezusa i otrzymała imię zakonne Maria Alfona od Dzieciątka Jezus. 2 stycznia 1960 roku złożyła śluby zakonne, 28 lutego tego samego roku została wysłana do Stanów Zjednoczonych, gdzie pełniła różne posługi. 
W 1961 roku zaczęła cierpieć na reumatoidalne zapalenie stawów i na skutek tej choroby została sparaliżowana.
Zmarła 23 sierpnia 1994 roku w opinii świętości.
23 sierpnia 2001 roku rozpoczął się jej proces beatyfikacyjny.